# Monica Santhiago
Mônica Santhiago (født 1. april 1975 i Porto Alegre, Brasilien), er en brasiliansk pornoskuespiller. Hun har både medvirket i brasilianske, og amerikanske pornofilm. I 2010 meddelte hun, at hun stopper i pornoindustrien.

## Priser
- 2009 – AVN Awards nomineret for årets bedste udenlandske skuespiller
- 2010 – Erótika Video Awards – Bedste anal sex scene i Tomando no cu